# 拜倫森特 (密歇根州)
拜倫森特（英語：Byron Center）是位於美國密歇根州肯特縣拜倫鎮區的一個普查規定居民點。

## 人口
根據2020年美國人口普查的數據，拜倫森特的面積為13.21平方千米，當中陸地面積為13.16平方千米，而水域面積為0.05平方千米。當地共有人口7431人，而人口密度為每平方千米562.53人。